# Herbert Scheibe

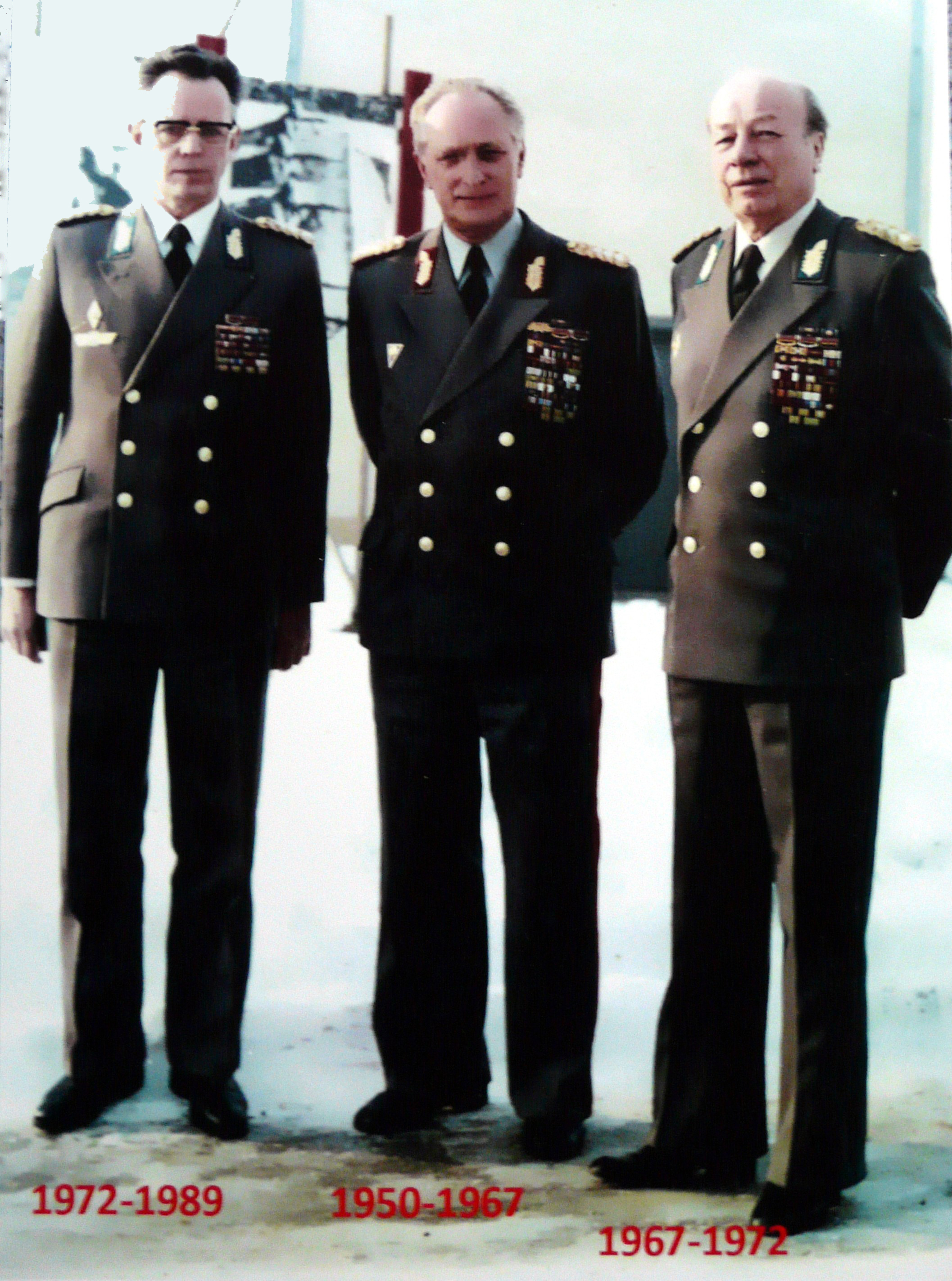
H. Scheibe im Bild rechts mit Wolfgang Reinhold (links) und Heinz Keßler (Mitte)

Herbert Scheibe (* 28. November 1914 in Hohenmölsen; † 7. Februar 1991 in Berlin) war ein deutscher Generaloberst und Chef des Kommandos Luftstreitkräfte/Luftverteidigung (Kdo. LSK/LV) der Nationalen Volksarmee.

## Leben
Als Sohn eines Arbeiters wurde er von seinen Großeltern erzogen, die beide Mitglieder der KPD waren.  Nach dem Besuch einer zwölfklassigen Schule in Grundlagenfächern erlernte er den Beruf eines Schriftsetzers. Von 1930 bis 1933 war Scheibe Mitglied im Kommunistischen Jugendverband Deutschlands (KJVD). In der Zeit des Dritten Reiches war er überwiegend inhaftiert, unter anderem im Zuchthaus Zwickau und im KZ Buchenwald.

## Nach 1945
1945 wurde Scheibe Mitglied der Kommunistischen Partei Deutschlands (KPD) und mit der Zwangsvereinigung von SPD und KPD zur SED wurde er 1946 deren Mitglied. Am 1. Juni 1945 trat er in die Deutsche Volkspolizei in der damaligen Sowjetischen Besatzungszone (SBZ) ein. Von 1945 bis 1948 war er stellvertretender Leiter der Kriminalpolizei in Leipzig und von 1948 bis 1949 Leiter der Kripo in Görlitz. Im darauffolgenden Jahr wurde er zu einem Sonderlehrgang in die UdSSR kommandiert. Nach seiner Rückkehr diente er in Prenzlau bei der dortigen Bereitschaft der Volkspolizei. Ab 1951 bis zur Gründung der Nationalen Volksarmee 1956 war er in verschiedenen Dienststellungen und Bereichen der Kasernierten Volkspolizei eingesetzt.
Beförderungen
- Oberst
- 7. Oktober 1961 Generalmajor (Ernennung)
- 1. März 1966 Generalleutnant
- 1. März 1972 Generaloberst

Von 1956 bis zum Beginn seines Studiums an der Generalstabsakademie der UdSSR 1957 diente Scheibe im Ministerium für Nationale Verteidigung (MfNV) als Chef der Verwaltung Aufklärung. Nach seiner Rückkehr aus der Sowjetunion wurde er Stellvertreter des Chefs des Hauptstabes und Chef der Verwaltung Operativ im MfNV. Von 1960 bis 1967 war er auf dem Dienstposten Stellvertreter des Chefs LSK/LV und Chef des Stabes im Kommando LSK/LV eingesetzt. 1967 wurde er zum Befehlshaber der NVA Luftstreitkräfte/Luftverteidigung und Chef des Kommandos LSK/LV berufen. In dieser herausgehobenen Spitzenverwendung war er bis 1972 tätig.

## Parteifunktionär
Scheibe war seit 1967 Kandidat und von 1975 bis 1986 Mitglied des Zentralkomitees der SED. Von 1972 bis zu seiner Entlassung aus dem aktiven Dienst am 15. März 1985 war er als Nachfolger von Walter Borning Leiter der Abteilung für Sicherheitsfragen des Zentralkomitees der SED.

## Auszeichnungen in der DDR
- 1964 Vaterländischer Verdienstorden in Silber
- 1966 Kampforden „Für Verdienste um Volk und Vaterland“ in Gold
- 1973 „Großer Orden für militärische Verdienste“ (höchste militärische Auszeichnung Chiles)
- 1974 Karl-Marx-Orden
- 1975 Friedrich-Engels-Preis
- 1975 Medaille „30. Jahrestag des Sieges im Großen Vaterländischen Krieg 1941–1945“
- 1979 Scharnhorst-Orden
- 1979 Ernst-Schneller-Medaille in Gold
- 1979 Vaterländischer Verdienstorden in Gold
- 1981 Ehrenspange zum Vaterländischen Verdienstorden in Gold
- Verdienstmedaille der DDR
- Verdienstmedaille der Nationalen Volksarmee in Gold